# Trường quốc tế

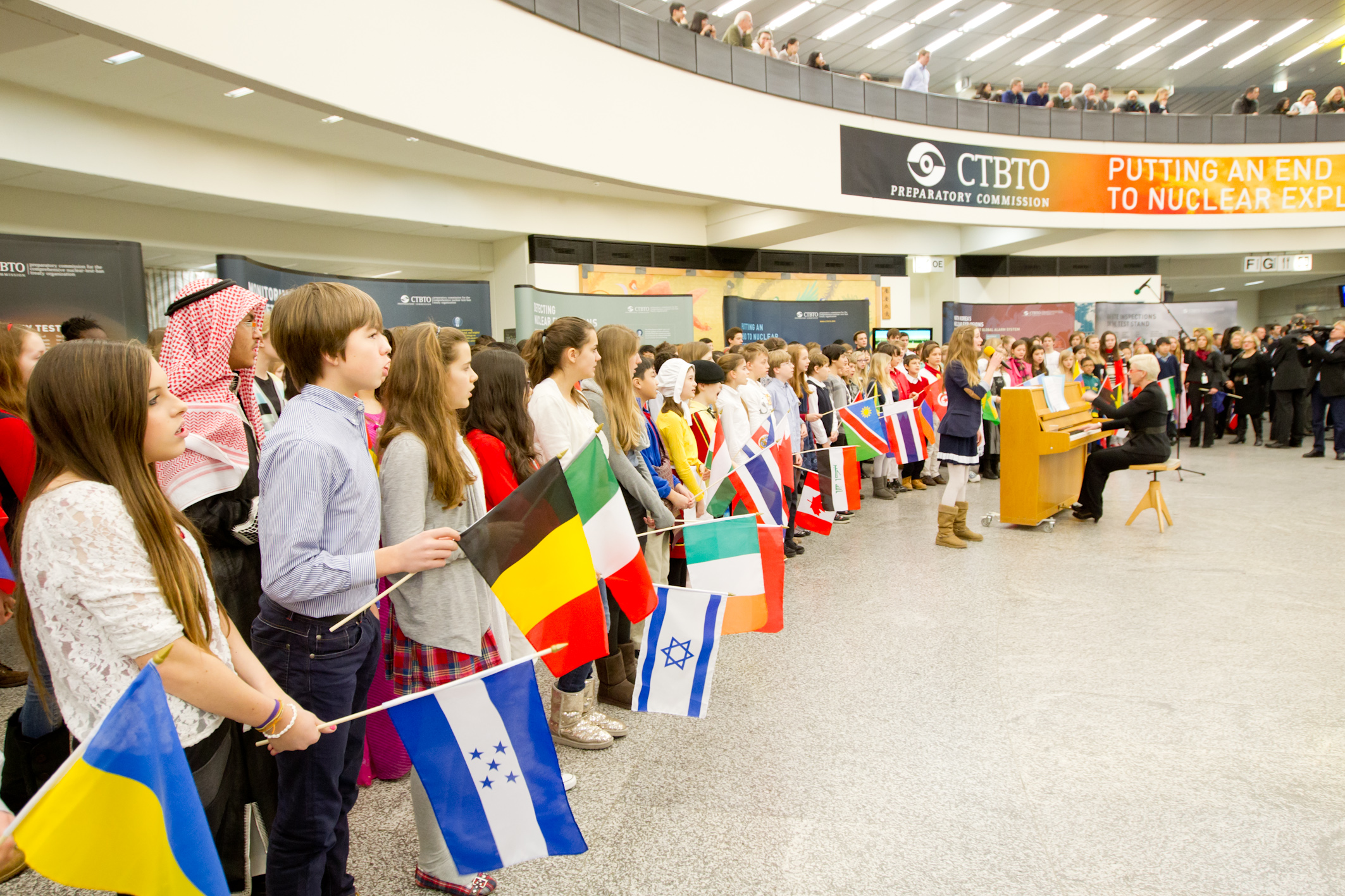
Học sinh Trường Quốc tế Mỹ, thủ đô Viên, Áo hát tại sự kiện trong khi cầm cờ đại diện cho 182 Quốc gia Thành viên của Tổ chức Hiệp ước Cấm thử Hạt nhân Toàn diện

Trường quốc tế (tiếng Anh: international school) là một tổ chức thúc đẩy giáo dục trong một môi trường hoặc khuôn khổ quốc tế. Mặc dù không có định nghĩa hoặc tiêu chí thống nhất, các trường quốc tế thường được đặc trưng bởi đội ngũ giáo viên và học sinh tới từ nhiều quốc gia, giảng dạy đa ngôn ngữ, chương trình giảng dạy hướng tới các quan điểm và chủ đề toàn cầu, và thúc đẩy các khái niệm như quyền công dân thế giới, đa nguyên và hiểu biết đa văn hóa. Nhiều trường quốc tế áp dụng chương trình giảng dạy từ các chương trình và tổ chức như Tú tài Quốc tế, Cơ quan khảo thí và giáo dục đa quốc gia của Anh (Edexcel), Hội đồng Khảo thí Quốc tế Đại học Cambridge, Chương trình Giáo dục Tiểu học Quốc tế (IPC) hoặc Chương trình AP và Kỳ Thi AP (Advanced Placement).
Chương trình Giáo dục Tiểu học Quốc tế (IPC) là một chương trình giáo dục độc lập dành cho học sinh từ 5 đến 11 tuổi, được The SAGE Handbook of Research in International Education năm 2015 trích dẫn là một trong ba hệ thống giáo dục quốc tế chính và là một trong hai hệ thống đã được xác định các chương trình đặc biệt với các mục tiêu giáo dục quốc tế. Các trường quốc tế thường tuân theo chương trình giảng dạy khác với nước sở tại, chủ yếu phục vụ học sinh quốc tịch nước ngoài, chẳng hạn như thành viên của cộng đồng người nước ngoài, doanh nghiệp hoặc tổ chức quốc tế, cơ quan đại diện ngoại giao hoặc các chương trình truyền giáo. Việc học sinh các nước sở tại được nhận vào học giúp đem đến nền tảng giáo dục làm tiền đề cho việc du học hoặc ứng tuyển việc làm tại nước ngoài, cung cấp chương trình giảng dạy ngôn ngữ trình độ cao và / hoặc nâng cao nhận thức về văn hóa và toàn cầu.

## Tổng quan

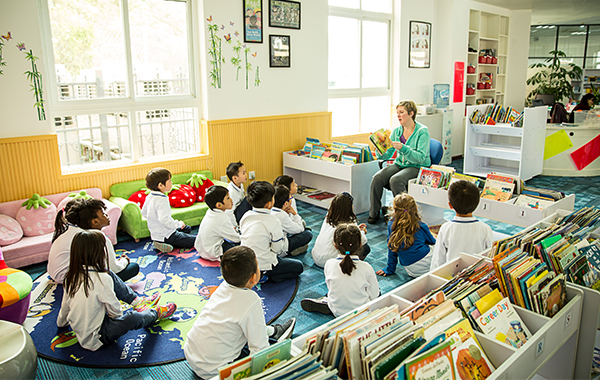
Thư viện của trường quốc tế Léman, Thành Đô, Tứ Xuyên, Trung Quốc
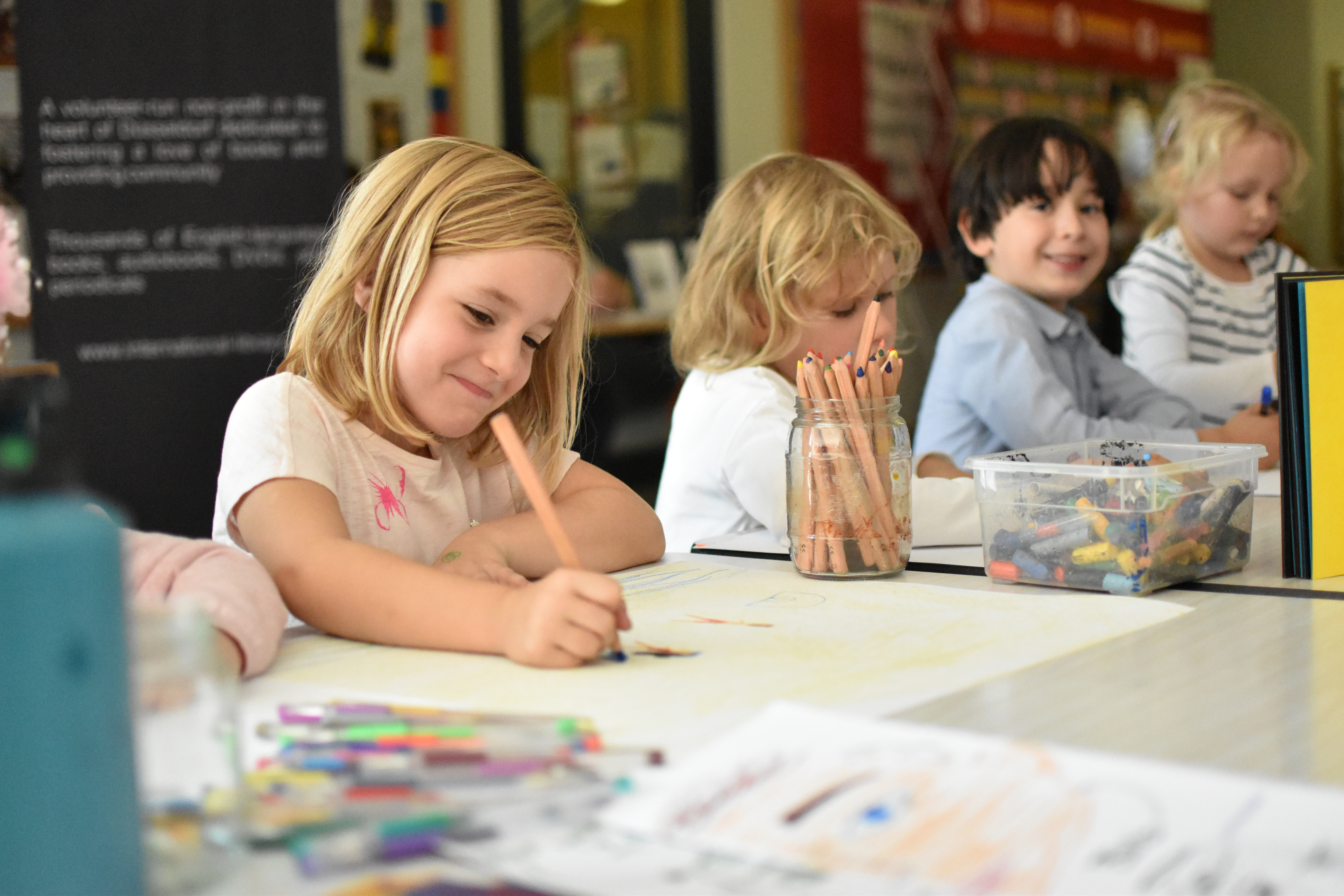
Trường Quốc tế ISR - sông Rai-nơ ở trung tâm khu vực Neuss/Düsseldorf, phía Tây của miền trung nước Đức
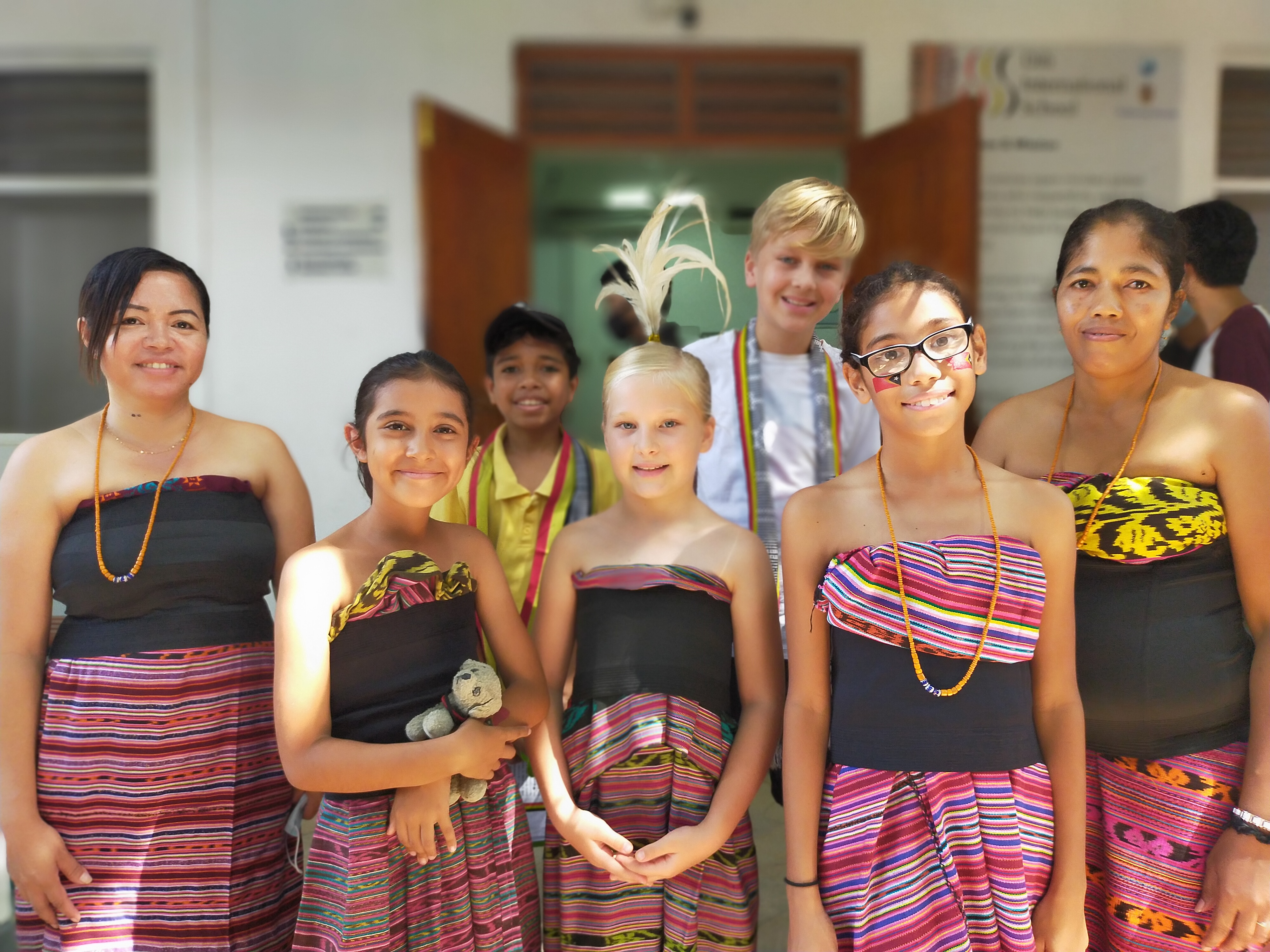
Trường Quốc tế Dili tôn vinh văn hóa Timor-Leste

Những trường này chủ yếu phục vụ cho các đối tượng học sinh không phải là công dân của nước sở tại, ví dụ con em của các nhân viên ngoại quốc trong các doanh nghiệp nước ngoài, tổ chức quốc tế, đại sứ quán nước ngoài, cơ quan đại diện, các chương trình truyền giáo.
Nhiều học sinh thuộc các gia đình bản xứ có điều kiện kinh tế khá giả cũng theo học các trường quốc tế với mong muốn được thụ hưởng hệ thống giáo dục toàn diện trong môi trường đa ngôn ngữ cùng trình độ ngoại ngữ đáp ứng tiêu chuẩn công dân toàn cầu và học lên cấp cao hơn ở nước ngoài.

## Tiêu chí
Tại một hội nghị tại nước Ý năm 2009, Hiệp hội Quốc tế về Công tác Thủ thư trường học đã đưa ra một danh sách về các tiêu chí mô tả về trường quốc tế, bao gồm:
- Khả năng chuyển tiếp chương trình học của học sinh giữa các trường quốc tế.
- Số lượng học sinh nước ngoài (cao hơn ở trong các trường công).
- Tập thể học sinh đa quốc gia và đa ngôn ngữ
- Một chương trình giảng dạy quốc tế
- Các tổ chức quốc tế công nhận ví dụ Hội đồng các trường quốc tế (Council of International Schools), Tú Tài Quốc tế, Accediting Commission International, Hiệp hội các trường học, đại học và cao đẳng khu vực phía Tây Hoa Kỳ.
- Số lượng giáo viên tạm thời đến từ nhiều quốc gia
- Tuyển sinh không chọn lọc
- Thông thường giảng dạy bằng Tiếng Anh hoặc Tiếng Pháp, cộng với việc bắt buộc phải đảm nhận ít nhất một ngôn ngữ khác

### Việt Nam
Theo Nghị định 86/2018/NĐ-CP, các trường quốc tế sẽ được tiếp nhận tới gần 50% học sinh quốc tịch Việt Nam theo học chương trình nước ngoài. Nghị định 86 cũng quy định điều kiện thành lập các cơ sở giáo dục có vốn nước ngoài ở lĩnh vực mầm non, phổ thông. Về vốn đầu tư, dự án thành lập trường mầm non phải có suất đầu tư tối thiểu là 30 triệu đồng/trẻ (không bao gồm chi phí sử dụng đất). Còn mở trường phổ thông thì suất đầu tư tối thiểu là 50 triệu đồng, tổng số vốn đầu tư tối thiểu là 50 triệu đồng. Nghị định có hiệu lực thi hành từ 1/8/2018.
Trước khi có Nghị định 86, điều 24 của Nghị định 73 quy định các trường này chỉ được phép tuyển giới hạn không quá 10% (bậc tiểu học) hoặc 20% (bậc THCS) học sinh Việt Nam.
Loại thứ hai cũng có tên quốc tế, đó là các trường tư thục. Tại TP.HCM, cơ quan quản lý gọi chung là các trường "có yếu tố nước ngoài". Nhiều trường trong số này sử dụng phần lớn chương trình, giáo viên nước ngoài cũng như phương pháp giảng dạy của đối tác nước ngoài; hoặc chương trình do những tổ chức giáo dục được công nhận ở nhiều quốc gia trên thế giới kiểm định. Bằng cấp của học sinh nhận được ngoài bằng THPT của Việt Nam, có thể thêm một bằng nếu là song bằng.
Theo ông Nguyễn Hoài Chương, nguyên Phó Giám đốc Sở Giáo dục & Đào tạo Thành phố Hồ Chí Minh cho hay, trường quốc tế là một khái niệm phức tạp. Trước đây, việc phân biệt "trường quốc tế" dựa vào 2 yếu tố là chương trình và người học. Trong đó Chương trình phải là chương trình quốc tế; Người học đa dạng, đa quốc gia, đa quốc tịch. Một chuyên gia giáo dục ở Thành phố Hồ Chí Minh, cho hay trường quốc tế có hai loại. Trường đúng chuẩn quốc tế là có 100% vốn nước ngoài, giảng dạy cho con em người nước ngoài. Những trường này do Tổng Lãnh sự các nước thành lập ở Việt Nam để dạy cho con em cán bộ ngoại giao của họ (khống chế tỷ lệ học sinh Việt Nam). Những trường này dạy hoàn toàn chương trình nước ngoài, bằng cấp nước ngoài.
Ông Nguyễn Văn Hiếu, Phó Giám đốc Sở Giáo dục và Đào tạo Thành phố Hồ Chí Minh cho biết các trường ngoài công lập được dạy chương trình nước ngoài, chương trình của một số quốc gia cùng với chương trình của Việt Nam, thực hiện theo Thông tư 13 về hoạt động của các trường ngoài công lập. Còn các trường quốc tế được cấp phép theo danh sách của Sở là do các tổ chức nước ngoài thành lập, do vốn đầu tư nước ngoài, dạy chương trình nước ngoài cho con em là người nước ngoài và một số học sinh ở Việt Nam. Theo thông tin trên website trường có yếu tố nước ngoài của Sở GD-ĐT TPHCM, trong hệ thống trường có yếu tố nước ngoài, còn có hai hình thức.
Đó là những trường có vốn đầu tư nước ngoài, dạy chương trình nước ngoài và những trường được phép dạy thí điểm chương trình nước ngoài, trường dạy bổ sung chương trình nước ngoài.

## Lịch sử
Các trường quốc tế đầu tiên được thành lập vào nửa sau của thế kỷ 19 tại Nhật Bản, Thụy Sĩ và Thổ Nhĩ Kỳ. Trường quốc tế đầu tiên có thể bắt nguồn từ Trường Quốc tế Geneva do Arthur Sweetser và Ludwik Rajchman thành lập năm 1924 với trọng tâm là giáo dục song ngữ (tiếng Anh và tiếng Pháp). Cuối năm đó, Trường Quốc tế Yokohama cũng được thành lập tại Yamate, Naka-ku, Yokohama, Nhật Bản. Những trường này phục vụ cho con em của các gia đình người nước ngoài. Những người này có thể bao gồm các nhà ngoại giao Mỹ, nhà truyền giáo, thành viên quân đội, nhân viên kinh doanh được chuyển đến các địa điểm văn phòng nước ngoài, v.v.
Các trường này được thành lập bởi những cá nhân và tổ chức có đặc quyền lớn ở nước sở tại: Ví dụ, các nhà ngoại giao và nhà truyền giáo Mỹ thường thành lập các trường để cung cấp giáo dục cho con cái họ; con cái của các gia đình quân sự và quân đội Mỹ thường theo học các trường trực thuộc Bộ Quốc phòng (DoDDS); các gia đình doanh nhân và ngoại giao Pháp thành lập các trường tương tự dựa trên nền tảng chương trình giảng dạy tiếng Pháp.
Theo thời gian, toàn cầu hóa đã tạo ra một thị trường cho giáo dục quốc tế. Theo ông José Ángel Gurría, Tổng Thư ký của Tổ chức Hợp tác Và Phát triển Quốc tế (OECD) khi công bố báo cáo thường niên Education at a Glance ở Paris: "Trong nền kinh tế toàn cầu, không còn có sự cải thiện mà chỉ do một mình quốc gia đơn độc có thể làm. Hệ thống giáo dục quốc tế có hiệu quả cao nhất cung cấp các tiêu chuẩn của sự thành công,".
Gia tăng vấn đề di cư trên toàn cầu đã tạo ra một thế hệ trẻ em lớn lên và định cư ở nước ngoài, tạo nên và mở rộng thị trường các trường quốc tế để phục vụ cho nhu cầu học tập của chúng.
Tính đến tháng 4 năm 2007 có 4,179 trường quốc tế nói tiếng Anh được thành lập trên toàn thế giới, được dự đoán rằng sẽ còn gia tăng với toàn cầu hóa. Tại New Delhi các bài viết toàn cầu về kỳ thi Chứng chỉ Quốc tế về Giáo dục Trung học Tổng quát (IGCSE) tháng 6 năm 2009 đã tăng lên 20% so với cùng kỳ năm trước.
Sự phát triển mạnh mẽ khẳng định vị thế của Cambridge IGCSE trên thế giới cũng như ở Ấn Độ là chương trình giảng dạy quốc tế phổ biến nhất với trẻ từ 14 đến 16 tuổi tại đây, cho thấy rằng mặc dù các cuộc khủng hoảng tài chính toàn cầu thì giáo dục vẫn là khoản đầu tư có giá trị. Giáo trình quốc tế cho phép trẻ em có thể trở thành công dân toàn cầu bằng việc cung cấp nền tảng giáo dục nghiêm ngặt, được trải nghiệm môi trường đa ngôn ngôn ngữ và đa văn hóa.

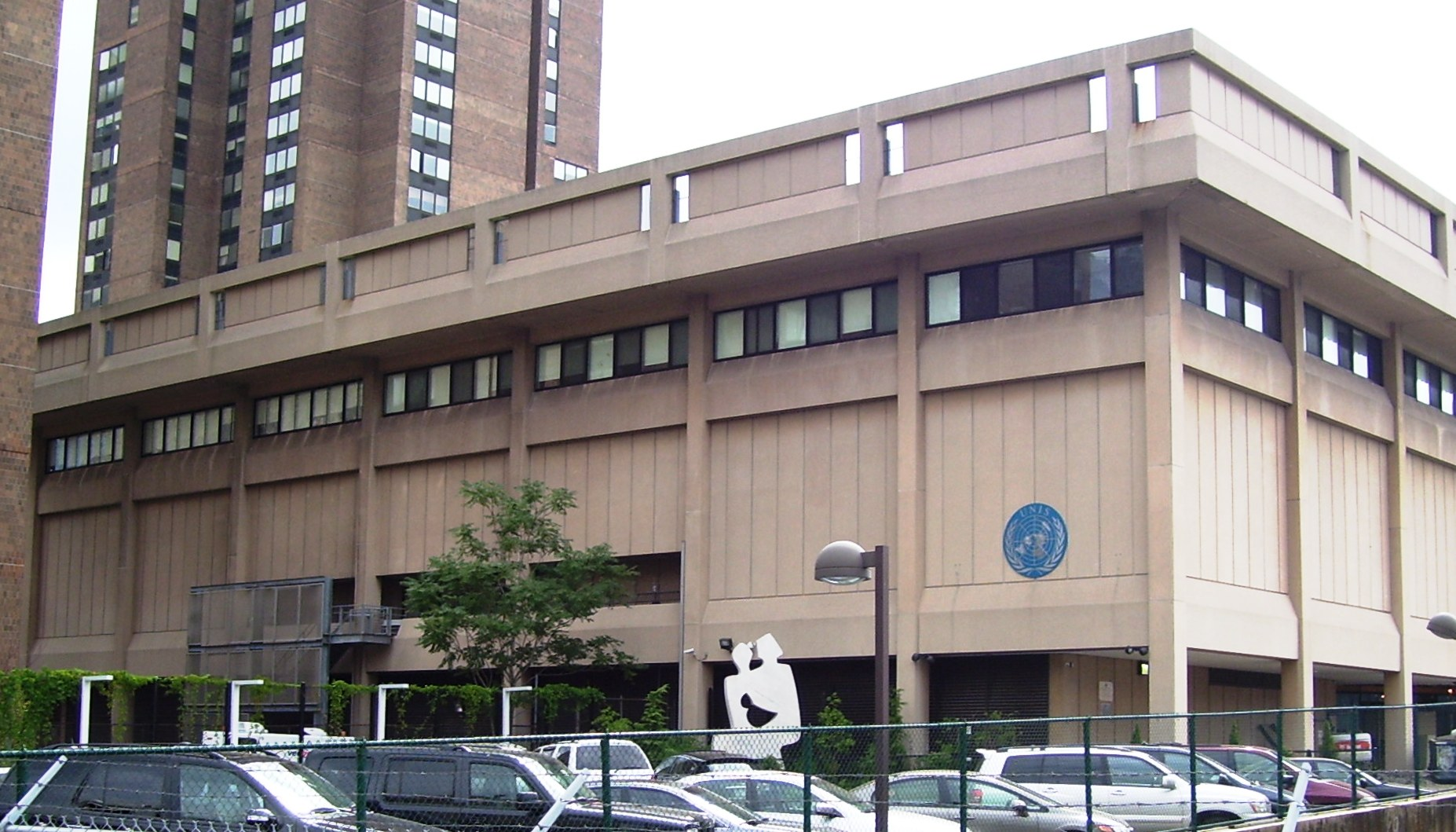
Trường Quốc tế Liên Hợp Quốc (UNIS) tại khu phố Kips Bay thuộc Manhattan, thành phố New York.

## Trường Quốc tế Liên Hợp Quốc
Trường Quốc tế Liên Hợp Quốc (UNIS) được thành lập vào năm 1947 bởi một nhóm phụ huynh là nhân viên của Liên Hợp Quốc với mục đích thúc đẩy giáo dục quốc tế cho con cái họ cùng với việc gìn giữ những giá trị di sản văn hóa đa dạng của mỗi quốc gia. Đây là một trong 12 trường đầu tiên thử nghiệm chương trình Tú tài Quốc tế và đã áp dụng kể từ đó đến nay. Nhà trường đẩy mạnh sự hiểu biết về đa dạng văn hóa và con người, đem đến một môi trường dạy và học tối ưu, cung cấp một môi trường giảng dạy toàn cầu để truyền cảm hứng cho học sinh về tinh thần và tư tưởng của Hiến chương Liên Hợp Quốc.

## Chương trình giảng dạy

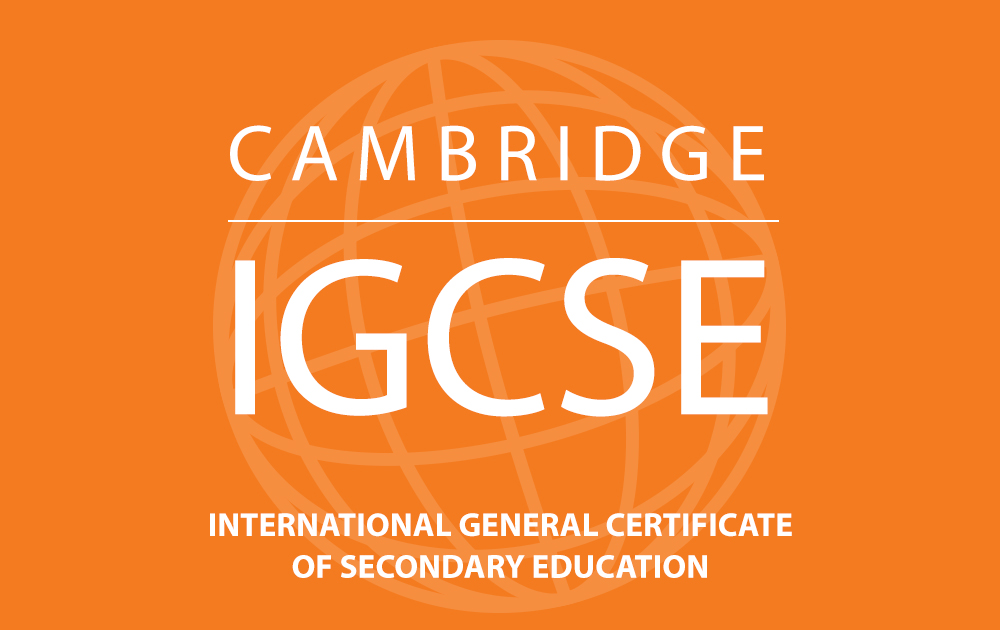
Bìa mô tả Chứng chỉ quốc tế về Giáo dục Trung học

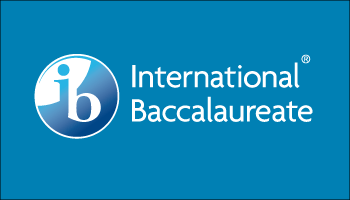
Logo của chương trình Tú tài Quốc tế

Các trường quốc tế thường sử dụng chương trình giảng dạy đến từ nhiều nước, phổ biến nhất là chương trình học từ Anh và Mỹ. Nhiều trường sử dụng các chương trình được thiết kế kế riêng cho các trường quốc tế như chương trình Bằng Tú tài Quốc tế hay Chứng chỉ quốc tế về Giáo dục Trung học (IGCSE). IB là từ viết tắt của International Baccalaureate (Tổ chức Tú tài quốc tế), có trụ sở tại Geneva, Thụy Sĩ, với mục tiêu và sứ mệnh đào tạo những thế hệ trẻ có kiến thức, tinh thần học hỏi, và biết quan tâm đến mọi người để tạo ra một thế giới hòa bình và tốt đẹp hơn thông qua sự hiểu biết và tôn trọng lẫn nhau.
Các môn học ở trường quốc tế gồm văn học, toán, khoa học, khoa học nhân văn, các môn nghệ thuật, thể chất, công nghệ thông tin và thiết kế. Gần đây ở bậc tiểu học có sự xuất hiện của chương trình Tú tài bậc tiểu học hay còn gọi là PYP (IB Primary Years Programme). Chương trình Tú tài bậc tiểu học dành cho học sinh từ 3 đến 12 tuổi, tập trung vào sự phát triển toàn diện của trẻ không chỉ gói gọn trong lớp học mà còn mở ra cả thế giới bên ngoài. Chương trình này tạo cho trẻ một thế cân bằng giữa kiến thức trong và ngoài phạm vi của môn học.
Áp dụng vào thực tế giảng dạy, dựa vào 6 chủ đề này, các giáo viên sẽ thiết kế các đơn vị bài học sao cho vừa phù hợp với ranh giới quy ước của môn học, vừa phải có những kiến thức sâu hơn.
Tùy theo từng điều kiện cụ thể, các trường học có thể giảng dạy chương trình này bằng nhiều ngôn ngữ khác nhau như Anh, Pháp, Tây Ban Nha... Tuy nhiên, để được công nhận là đủ tiêu chuẩn giảng dạy chương trình IB, mỗi trường học phải trải qua một quá trình thử nghiệm và kiểm nghiệm nhằm đảm bảo các trường được chuẩn bị tốt để thực hiện chương trình thành công. Chương trình IB là một chương trình đầy thử thách nên tất cả học sinh và giáo viên đều phải nỗ lực hết mình. Là thành viên của tổ chức Tú tài Quốc tế có nghĩa là các trường đã tham gia vào một môi trường giảng dạy toàn cầu, do đó phải cam kết phát triển chuyên nghiệp theo tiêu chuẩn, thực tiễn và sứ mệnh của Tú tài Quốc tế.
Tú tài quốc tế cung cấp 3 chương trình giảng dạy là PYP (Primary Years Programme) dành cho học sinh từ 3 đến 12 tuổi, chương trình MYP (Middle Years Programme) dành cho học sinh từ 11 đến 16 tuổi, chương trình DP (Diploma Programme) dành cho học sinh từ 16 đến 19 tuổi.Hiện nay có 3063 trường áp dụng chương trình Tú tài Quốc tế trên toàn cầu.

## Giáo viên các trường quốc tế
Các nhà sư phạm hay giáo viên tại trường quốc tế, họ đến từ nhiều nước trên thế giới và là những người trực tiếp tham gia vào hoạt động giảng dạy học sinh. Thuật ngữ chung này chỉ các giáo viên đang dạy tại các trường tư hoặc trường độc lập hay tư thục (independent school) (Savva,2013). Mặc dù các trường này là trường tư nhưng lại có sự khác biệt quan trọng giữa trường tư lợi nhuận và phi lợi nhuận (Savva, 2013).
Giảng viên tại các trường quốc tế thường được chứng nhận trình độ tại đất nước bản địa của họ. Tuy nhiên cũng có những ngoại lệ, phổ biến nhất trong đó là các trường quốc tế đòi hỏi giáo viên được đào tạo chuyên biệt về một giáo trình quốc tế nào đó hoặc dạy một ngoại ngữ lạ hiếm gặp ở đất nước mà họ đã sinh ra.
Việc tuyển dụng được diễn ra thường xuyên tai các hội chợ việc làm quốc tế, như Hội đồng các trường quốc tế (CIS) thường hay tổ chức, tại đây các trường có thể phỏng vấn và tuyển được nhiều giáo viên cùng lúc.
Ngoài ra cũng có một số ít các cơ quan chuyên phụ trách việc tuyển dụng giáo viên quốc tế. Trong nhiều năm, việc tuyển dụng giáo viên quốc tế trẻ tuổi trở nên khó khăn hơn, một phần do lo ngại vấn đề an ninh khi cấp thị thực nhập cảnh và xu hướng các gói bồi thường hợp đồng kém hấp dẫn. Tại một số nước như Hàn Quốc, các thay đổi về thị thực cũng đã tạo ra khó khăn khi muốn tuyển cả giáo viên có trình độ và không có trình độ.

## Học sinh
Theo Hannah Smith của tờ The Guardian viết vào năm 2013 thì có rất nhiều học sinh của các trường quốc tế đã phải liên tục di chuyển đển nhiều quốc gia và địa điểm do yêu cầu công việc của cha mẹ. Một vài người được phỏng vấn đã trả lời rằng họ cảm thấy không có nơi nào là nguồn cội hay xuất thân.

## Thư viện ảnh

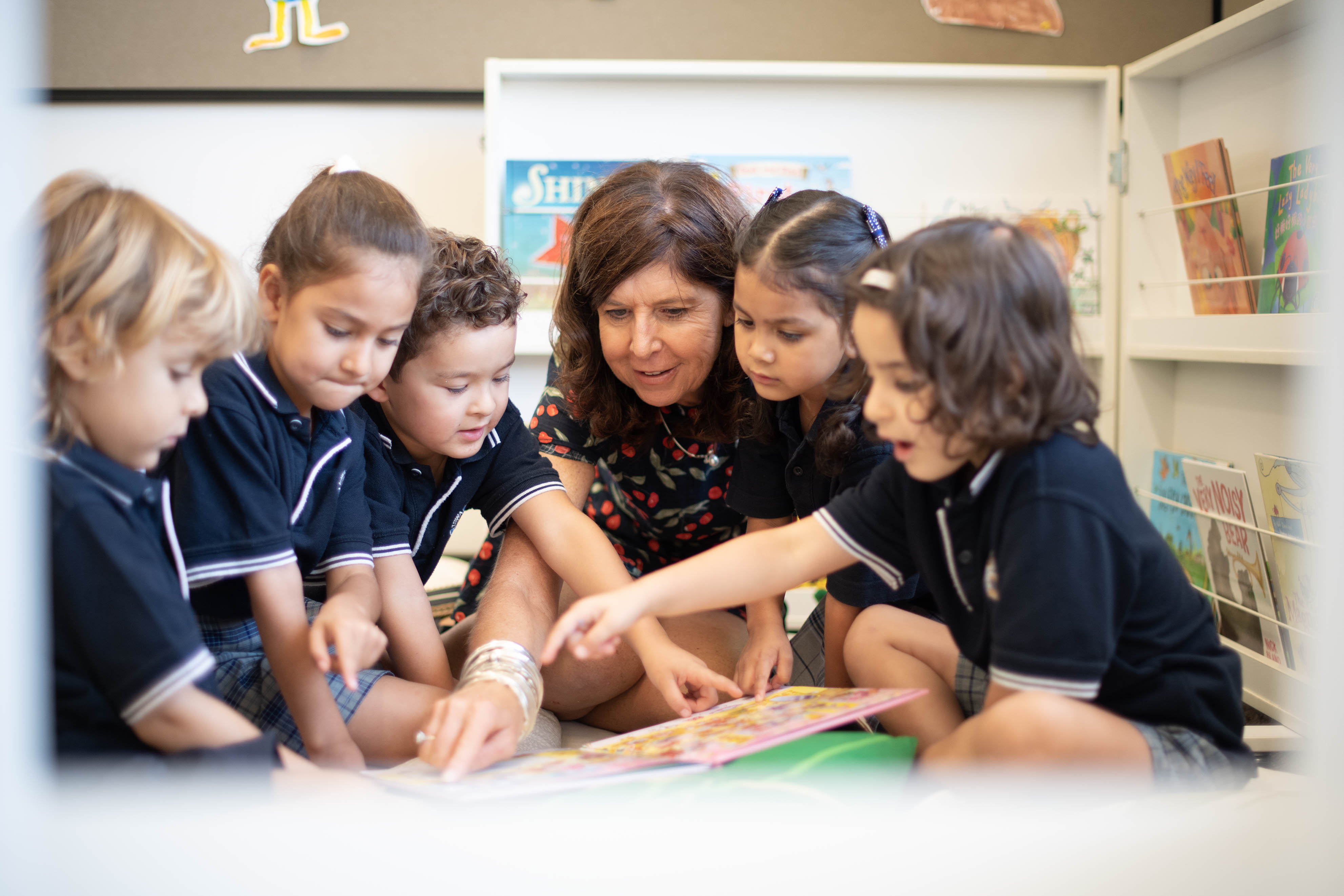
Học sinh tiểu học tại Trường Quốc tế International School of Western Australia, Úc
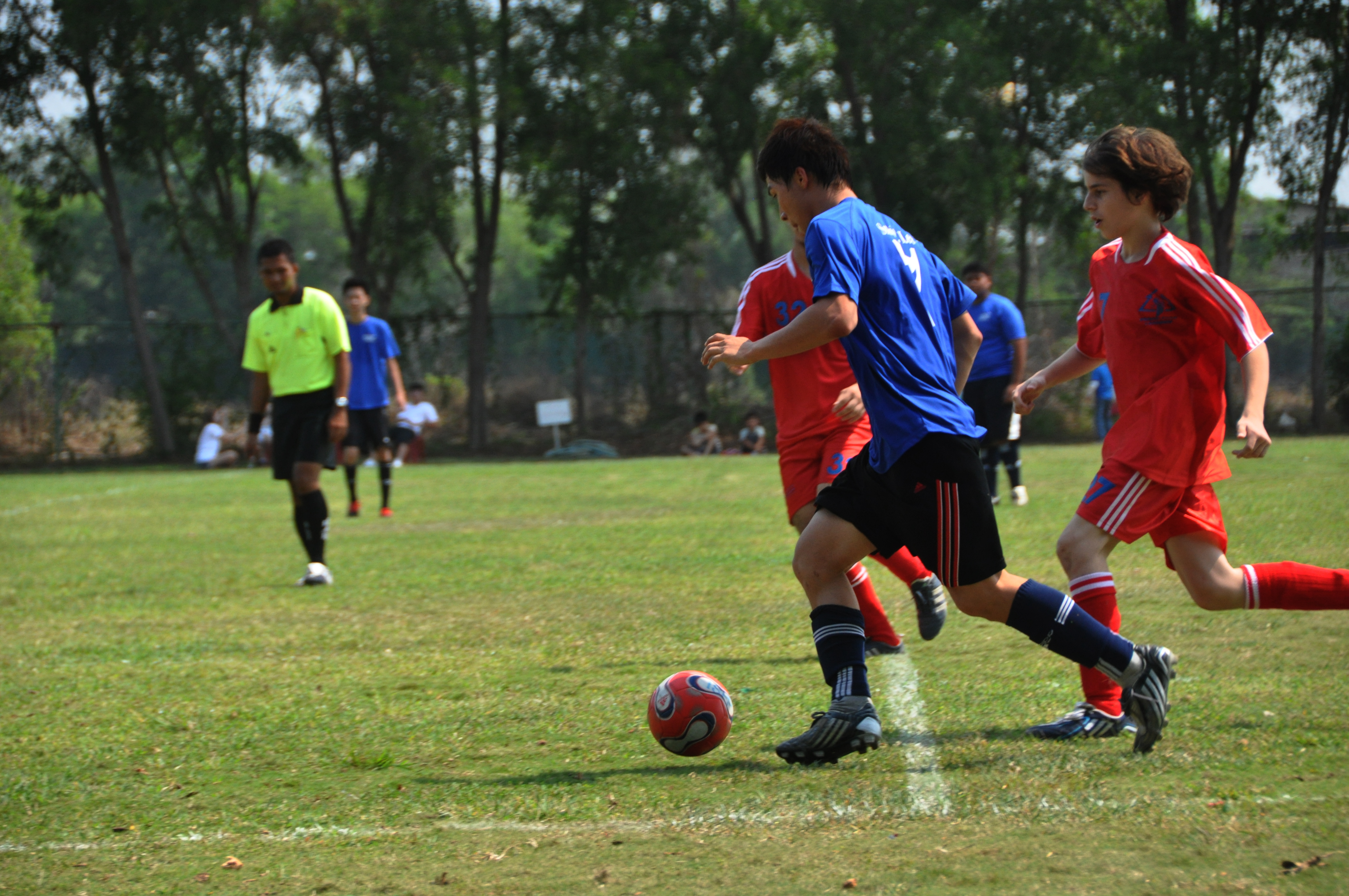
Học sinh trung học chơi bóng đá trong Giải đấu MRISA tại Trường Quốc tế Northbridge, Campuchia.
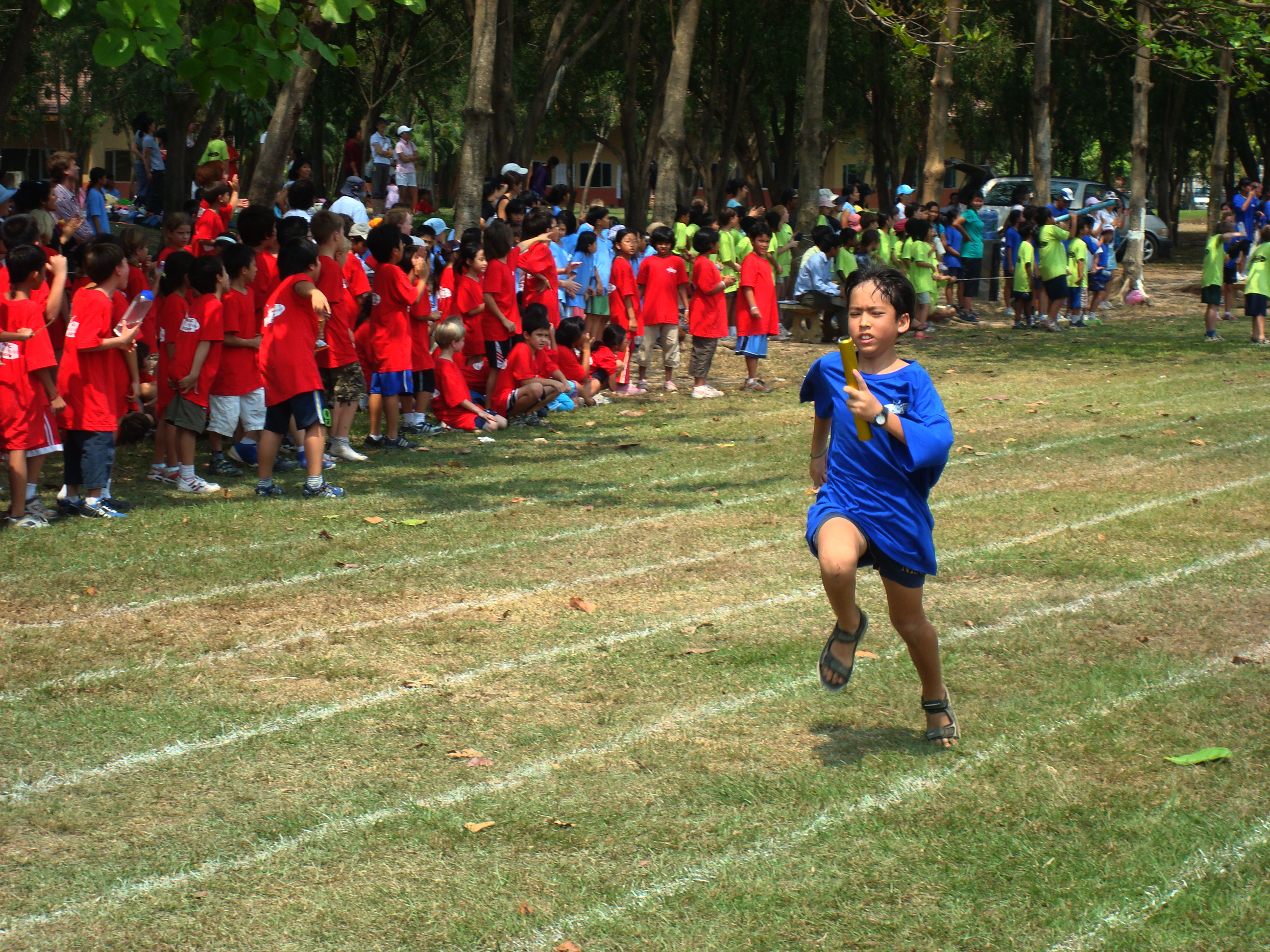
Học sinh thi đấu trên các sân của Trường Quốc tế Northbridge để tham gia cuộc thi điền kinh của các Trường Quốc tế tại địa phương.
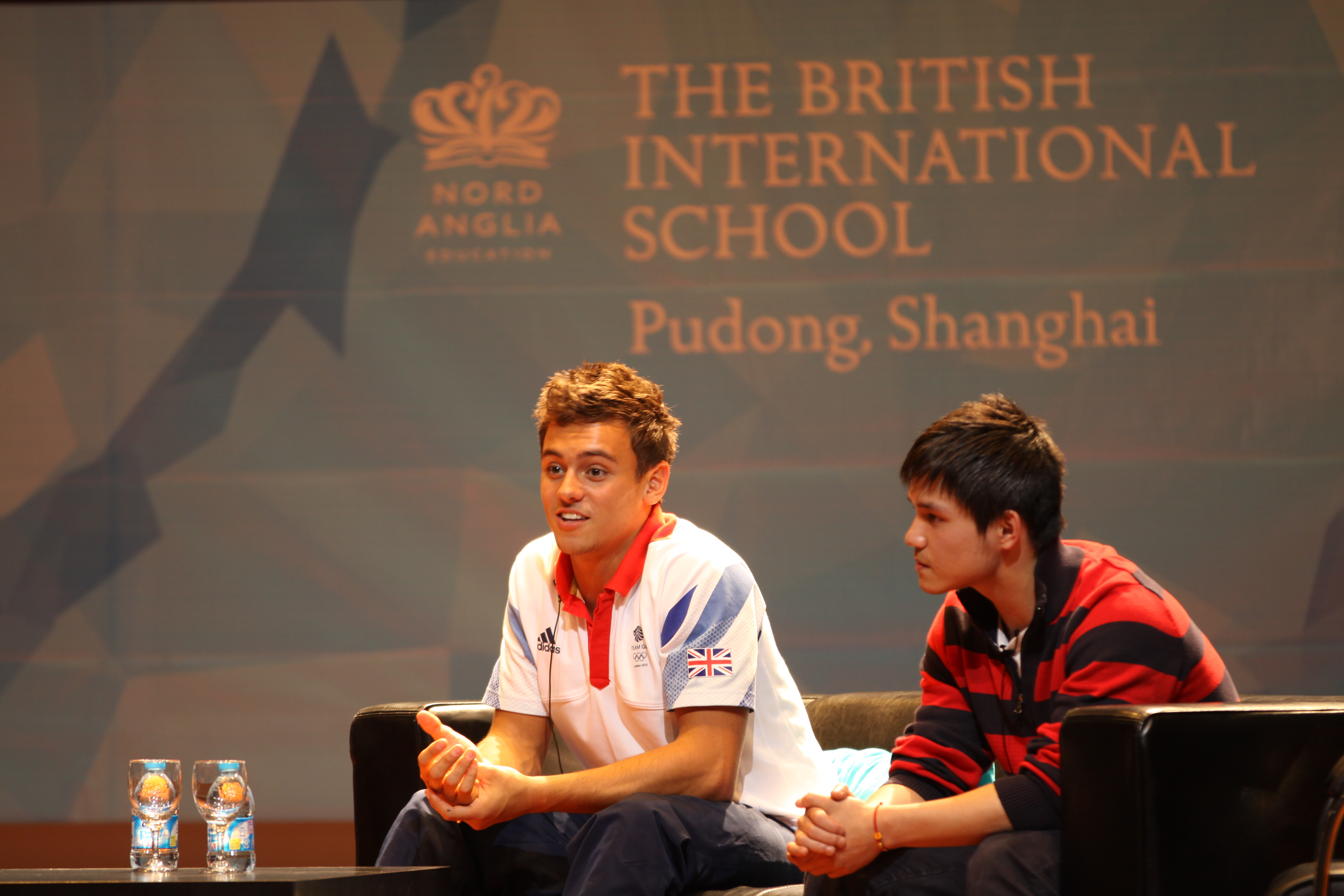
Hai vận động viên bơi lội Tom Daley và Khâu Ba (Qiu Bo) chia sẻ về trải nghiệm của họ tại Thế vận hội Luân Đôn ở Trường Quốc tế Anh chi nhánh Phố Đông, Thượng Hải, năm 2012
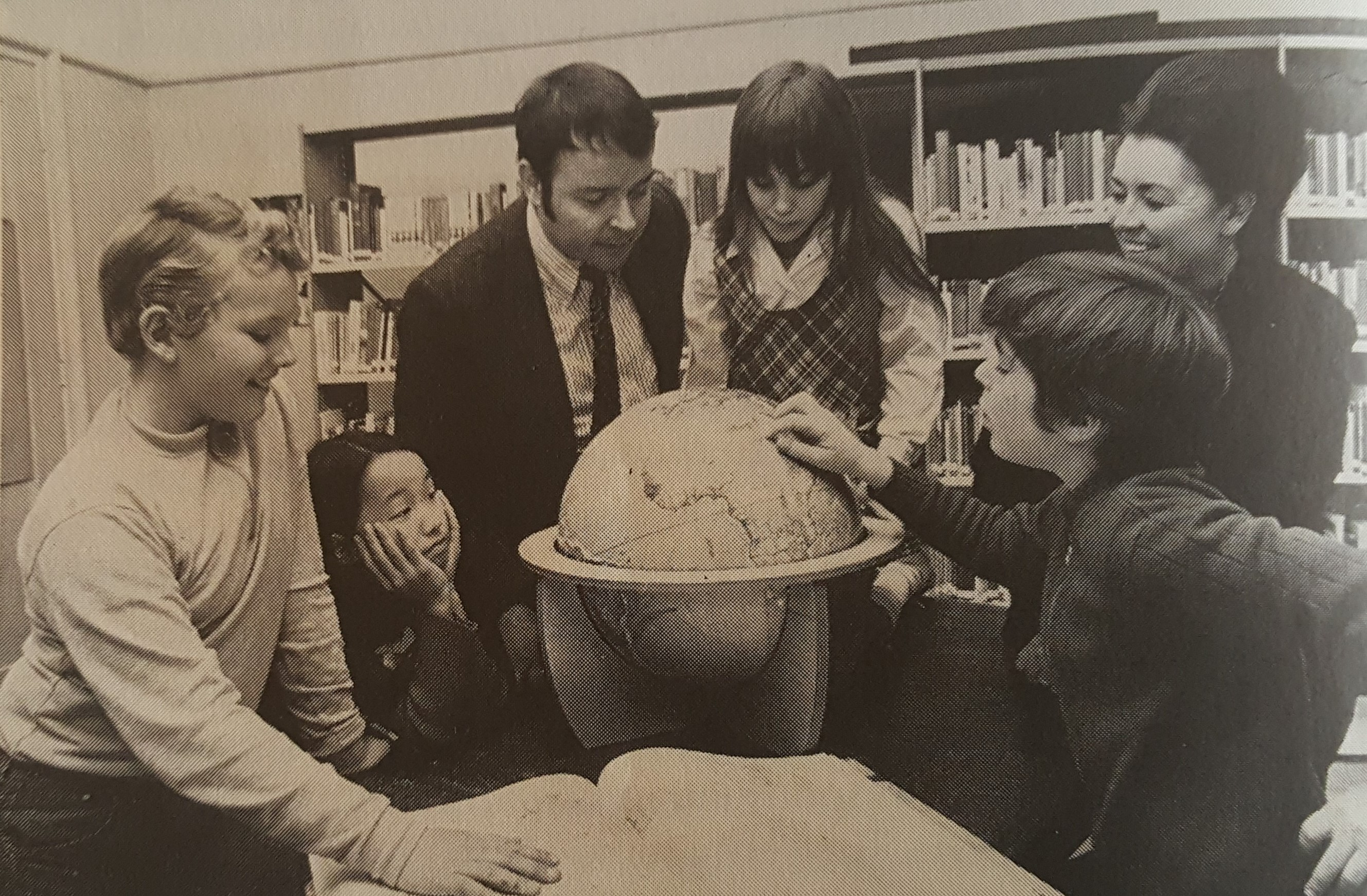
Ảnh chụp tại Trường Quốc tế Mỹ ở Rotterdam, Hà Lan năm 1973